# Pitcairnia matogrossensis
Pitcairnia matogrossensis är en gräsväxtart som beskrevs av Edmundo Pereira och Elton Martinez Carvalho Leme. Pitcairnia matogrossensis ingår i släktet Pitcairnia och familjen Bromeliaceae. Inga underarter finns listade i Catalogue of Life.